# Timana palumbata
Timana palumbata är en fjärilsart som beskrevs av W. Warren 1894. Timana palumbata ingår i släktet Timana och familjen mätare. Inga underarter finns listade i Catalogue of Life.